# President van Kroatië
De president van Kroatië is het staatshoofd van de Republiek Kroatië. Kroatië is een parlementaire democratie waarin de belangrijkste rol van de president het leiden van het leger en diplomatiek is, samen met de Kroatische regering en nog enkele andere standaardprocedures.

## Autoriteit en bevoegdheden
De president:
1. vertegenwoordigt Kroatië in binnen- en buitenland.
2. zorgt voor een goede en harmonieus werkende stabiele regering
3. is verantwoordelijk voor de verdediging van de onafhankelijkheid en het territoriale gebied van Kroatië
4. zweert aan de Constitutionele Rechtbank zien dat het trouw is aan de Grondwet
5. roept op voor verkiezingen van het Kroatische parlement en roept de eerste sessie van het Parlement bijeen
6. roept op voor referenda, in overeenstemming met de Grondwet
7. geeft de verantwoordelijkheid aan degene die genoeg steun heeft van de meerderheid van het Parlement om de regering te vormen
8. verleent graties
9. geeft onderscheidingen, nader verklaard door/in de wetgeving
10. werkt samen met de regering in het opstellen en uitvoeren van het buitenlands beleid van Kroatië
11. beslist over het opzetten van diplomatieke missies en raadplegingsambten van het Republiek Kroatië in het buitenland, na een regeringsverzoek en handtekening van de minister-president
12. stelt diplomatieke vertegenwoordigers van de Republiek Kroatië aan, met voorgaande handtekening van de minister-president van de Republiek Kroatië, na een verzoek van de regering en na een mening van het bevoegde comité van het Kroatische parlement
13. ontvangt de formele brieven van andere staten over het aanstellen of terugtrekken van hun ambassadeur in Kroatië
14. stelt militaire leiders aan of haalt hen uit dienst
15. kan oorlog of vrede verklaren, op basis van de beslissing van het Kroatische parlement
16. mag met de handtekening van de minister-president de mobilisatie van de Kroatische strijdkrachten oproepen, ook als er geen oorlogsverklaring aan vooraf is gegaan, wanneer de onafhankelijkheid, eenheid en bestaan van de Kroatische Staat bedreigd wordt.
17. mag legislatieve akten doorvoeren naar de verleende autoriteit gekregen van het Kroatische parlement. Wanneer het Kroatische parlement geen sessie houdt met de president van de Republiek, dezelfde procedure volgen als bij een oorlogsverklaring
18. voert legislatieve akten door naar verzoek van de minister-president en zijn/haar handtekening wanneer er een directe bedreiging van de onafhankelijkheid, eenheid en bestaan van de Kroatische Staat aanwezig is, of wanneer regeringslichamen niet de diensten leveren volgens de verantwoordelijkheden geschreven in de Grondwet
19. mag de regering bijeenroepen, en de voorzitter zijn van zo'n sessie, gedurende een staat van oorlog of gedurende een directe directe bedreiging van de onafhankelijkheid, eenheid en bestaan van de Kroatische Staat
20. mag de regering voorstellen bijeen te komen en bepaalde punten te bekijken
21. mag aanwezig zijn bij een regeringsbijeenkomst
22. werkt samen met de regering in het leiden van de geheime dienst
23. nietigt na verzoek van de regering en met de handtekening van de minister-president, na besprekingen met de vertegenwoordigers van de parlementaire partijen het Kroatische parlement wanneer het Parlement een motie van wantrouwen jegens de regering heeft doorgevoerd, of wanneer het Parlement het niet binnen 120 dagen met de begroting eens kan zijn
24. wanneer het Kroatische parlement inzake dit punt niet bij elkaar kan komen mag de president na verzoek van de regering en de handtekening van de minister-president de door de Grondwet gegarandeerde individuele vrijheden en rechten beperken wanneer Kroatië in staat van oorlog verkeert of wanneer een directe bedreiging van de onafhankelijkheid en eenheid van de Kroatische Staat een feit is, of wanneer er een ernstige natuurramp heeft plaatsgevonden
25. roept het Kroatische parlement bijeen voor spoedvergaderingen
26. na verzoek van de regering en met een handtekening van de minister-president mag de president oproepen voor een referendum inzake een Grondwetswijziging of een ander punt dat he belangrijk voor de onafhankelijkheid, eenheid en bestaan van de Republiek Kroatië acht.
27. maakt de door het Kroatische parlement doorgevoerde wetten binnen 8 dagen nadat ze aangenomen zijn openbaar.
28. wanneer een wet volgens de president ongrondwettig is mag de president een wet voorleggen aan de constitutionele rechtbank